# Piperska muren

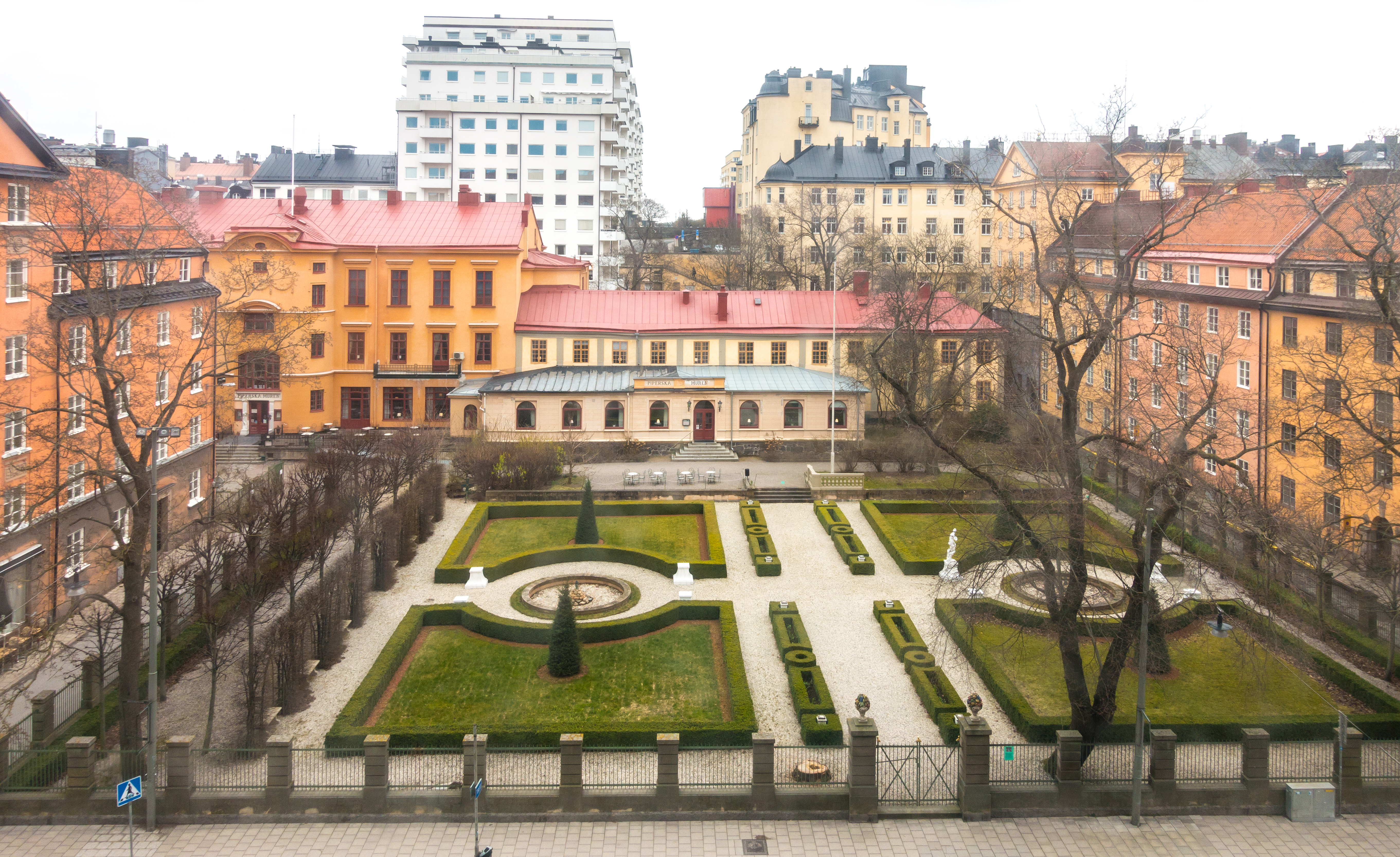
Piperska muren med sin barockträdgård sett genom ett (smutsigt) fönster från Rådhusets tredje våning. I bakgrunden Kungsklippans vita höghus.

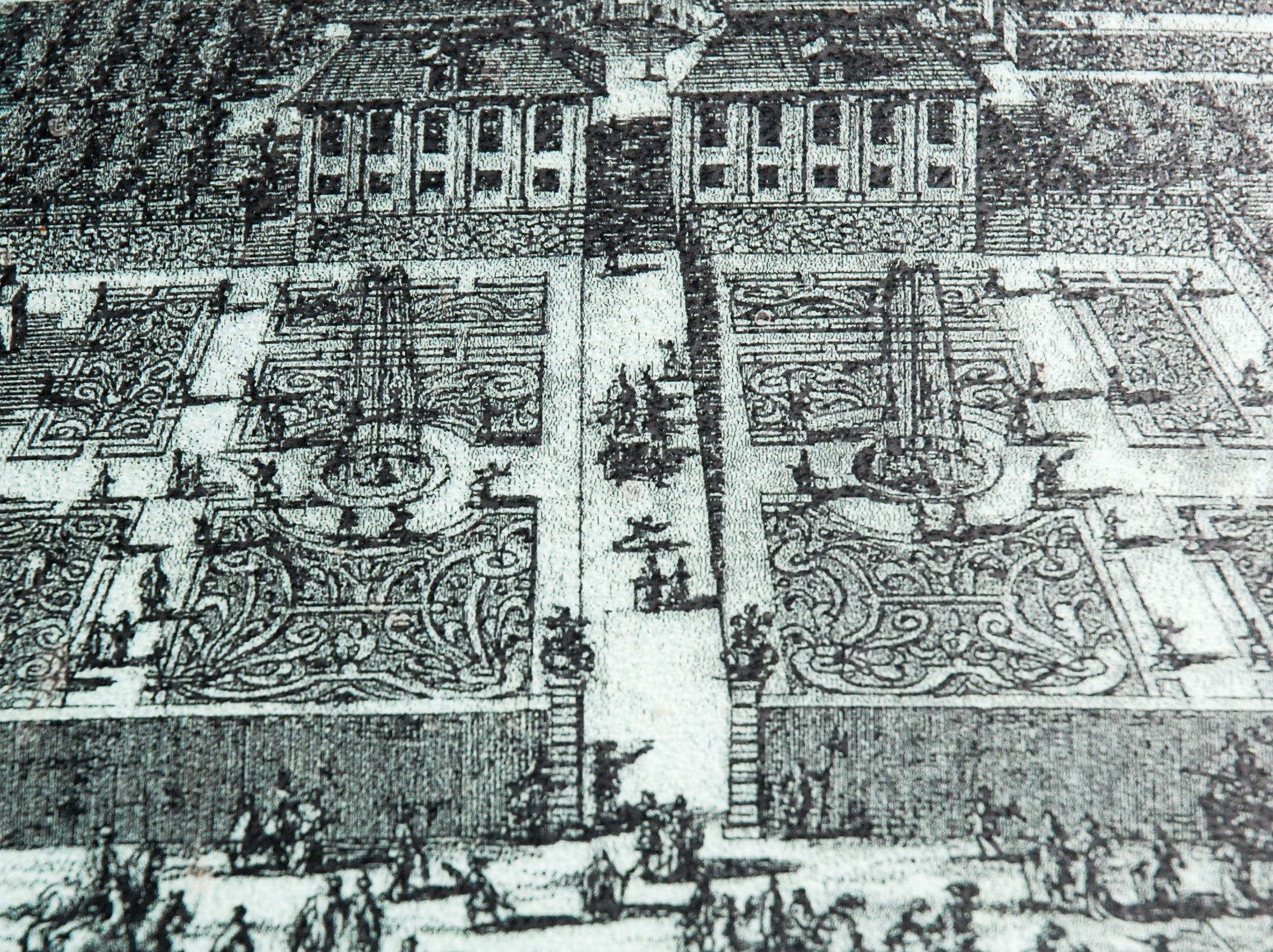
Piperska muren, historisk tid. Kopparstick från cirka 1730, utförd av Johannes van den Aveelen, kopierad från en informationstavla utanför Piperska muren.

Piperska Muren är en malmgård, tidigare i kvarteret Äpplet, nu i kvarteret Piperska muren, på Kungsholmen i Stockholm, uppförd under 1600-talet och inköpt 1694 av hovmannen greve Carl Piper för 9 000 daler kopparmynt. Hans hustru Christina Piper lät 1702 uppföra en hög mur av roslagssandsten, vilken i folkmun kom att kallas Piperska Muren. Fastigheten ägs sedan 1807 av Stockholmslogen av Coldinuorden. Även Svea orden och ett flertal andra ordenssällskap har sina kanslier här. Utöver ordnarnas egna sammankomster används lokalerna numera till konferens- och festvåningsverksamhet.

## Piperska murens trädgård
1695 påbörjades anläggandet av en lustträdgård väster om huset. Efter det att Carl Piper år 1700 följde med Karl XII:s arméer i det stora nordiska kriget till Ryssland 1700 som rådgivare och diplomat, och 1709 efter slaget vid Poltava hamnat i långvarig rysk fångenskap på fästningen Nöteborg, fullföljde hans hustru Christina Piper arbetet med trädgården. Nicodemus Tessin d.y. och Johan Hårleman anlitades som trädgårdsarkitekter.
Christina Piper lät bland annat uppföra den höga stenmur av sandsten från Roslagen som givit platsen sitt namn, med romerska byster i nischer.
Efter Carl Pipers död i rysk fångenskap 1716, övertogs malmgården av sonen Carl Fredrik Piper. Fastigheten såldes av honom 1757 till den inflyttade fransmannen och snusfabrikören Jean Theodor La Font, varefter trädgården förföll och minskades genom att tomtmark avstyckades. La Font gjorde konkurs 1764, varefter den återstående fastigheten köptes av Amarantorden. Den såldes 1807 vidare till Arla Coldinu Orden, vilken fortfarande är ägare. Under 1940-talets första hälft träffades en överenskommelse mellan Stockholms stad och Coldinuorden om att ge allmänheten tillträde till trädgården mot att staden övertog ansvaret för dess skötsel, varefter parken upprustades 1945–1946.

## Trädgården idag
Under senare delen av 1990-talet har trädgården restaurerats för att åter bli en barockträdgård. Utmed gränderna in från Scheelegatan avgränsas trädgården innanför ett smidesstaket av tre klippta lindalléer, två rader på den norra sidan och en på den södra. Trädgården har i huvudsak fyra kvarter med gräsmattor omgivna av krossat tegel och lågklippt buxbom. I trädgården finns två fontäner. Gångarna är belagda med vit singel.
Piperska muren är rikt försedd med skulpturer, framför allt avgjutningar av romerska byster och statyer. I muren mot Pipersgatan finns nio byster, de flesta av romerska kejsare. I själva barockträdgården finns åtta små förgyllda putti och åtta större friskulpturer, bland annat av Herkules, Minerva och Mars.

## Fotogalleri

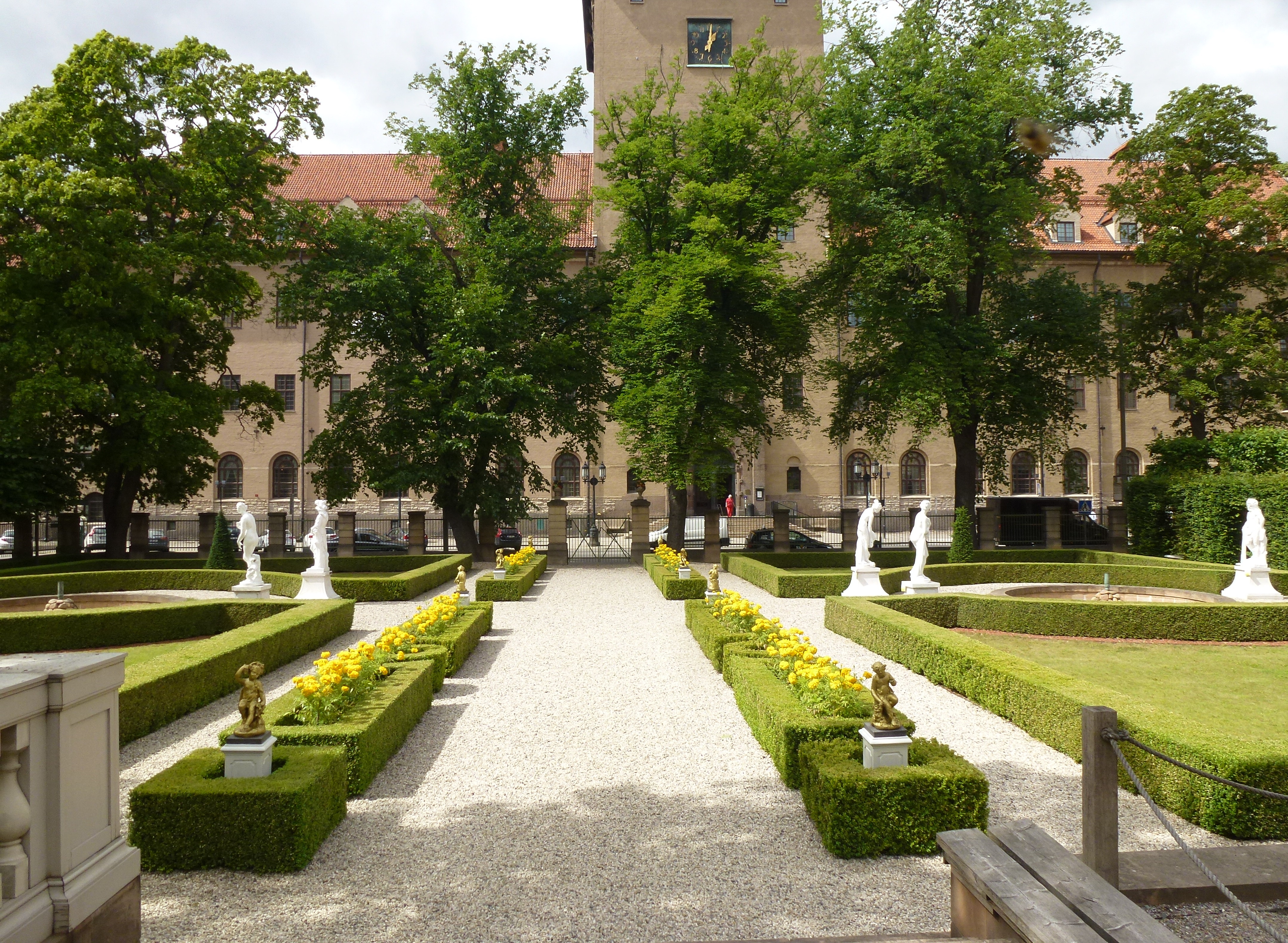
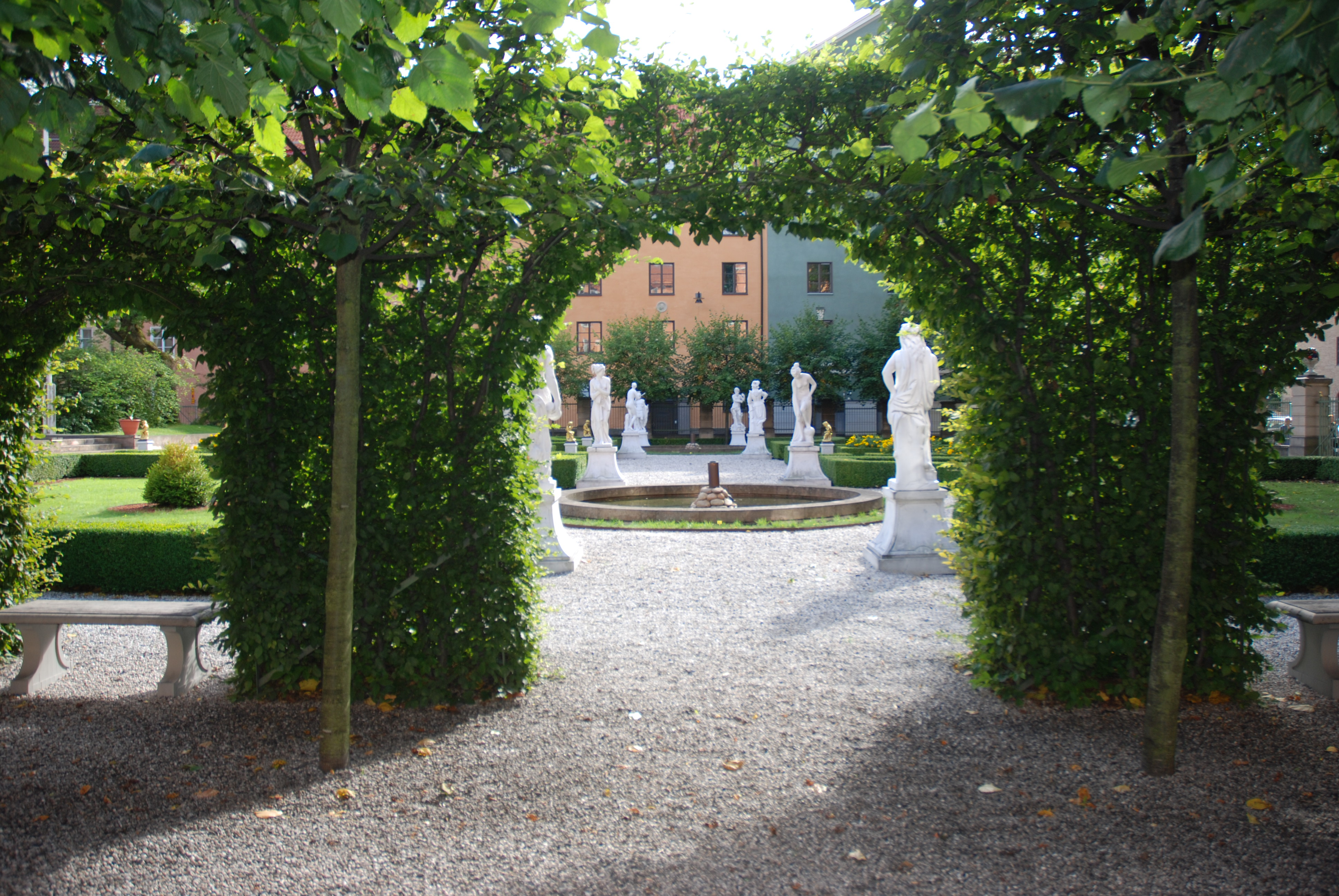
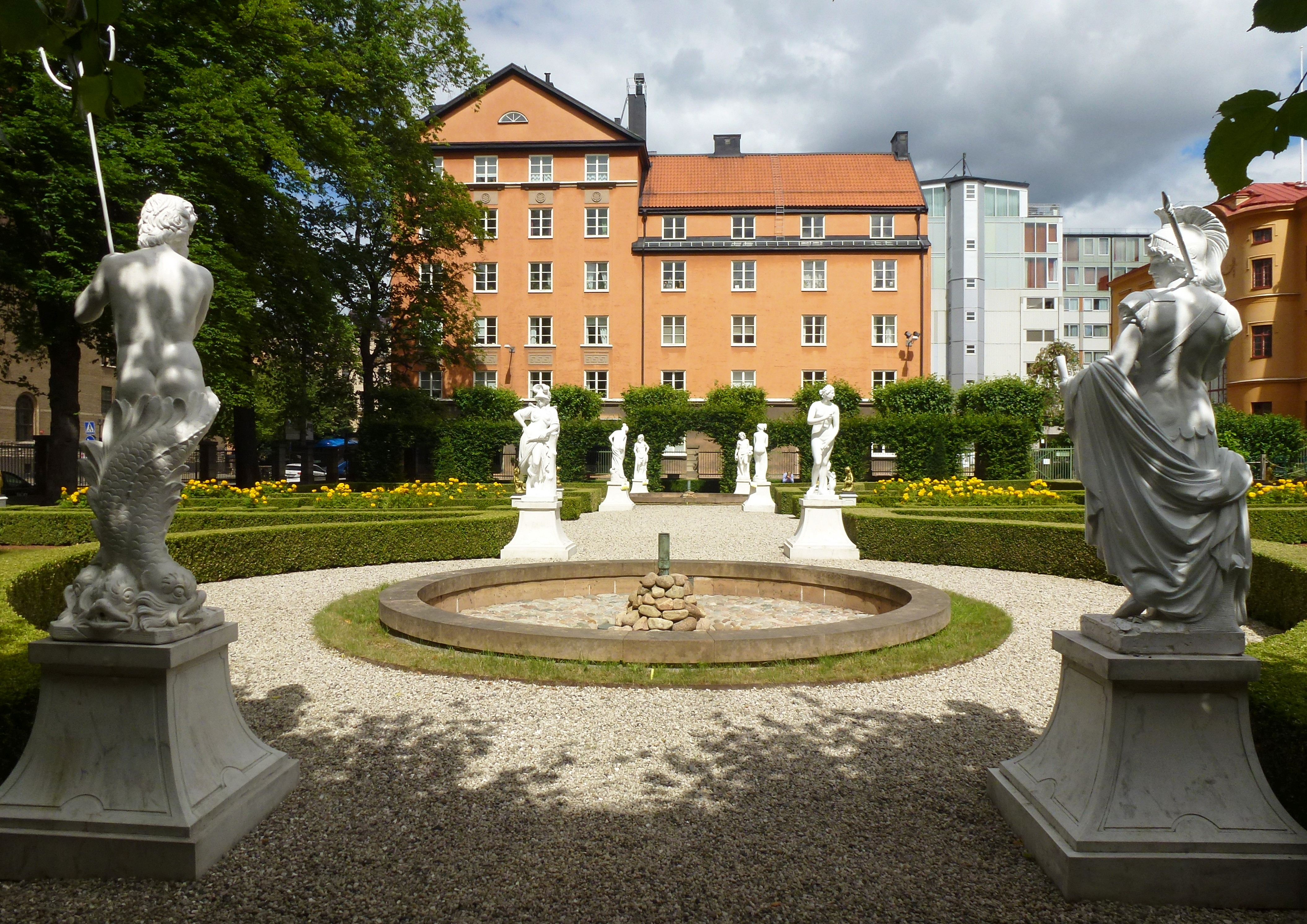
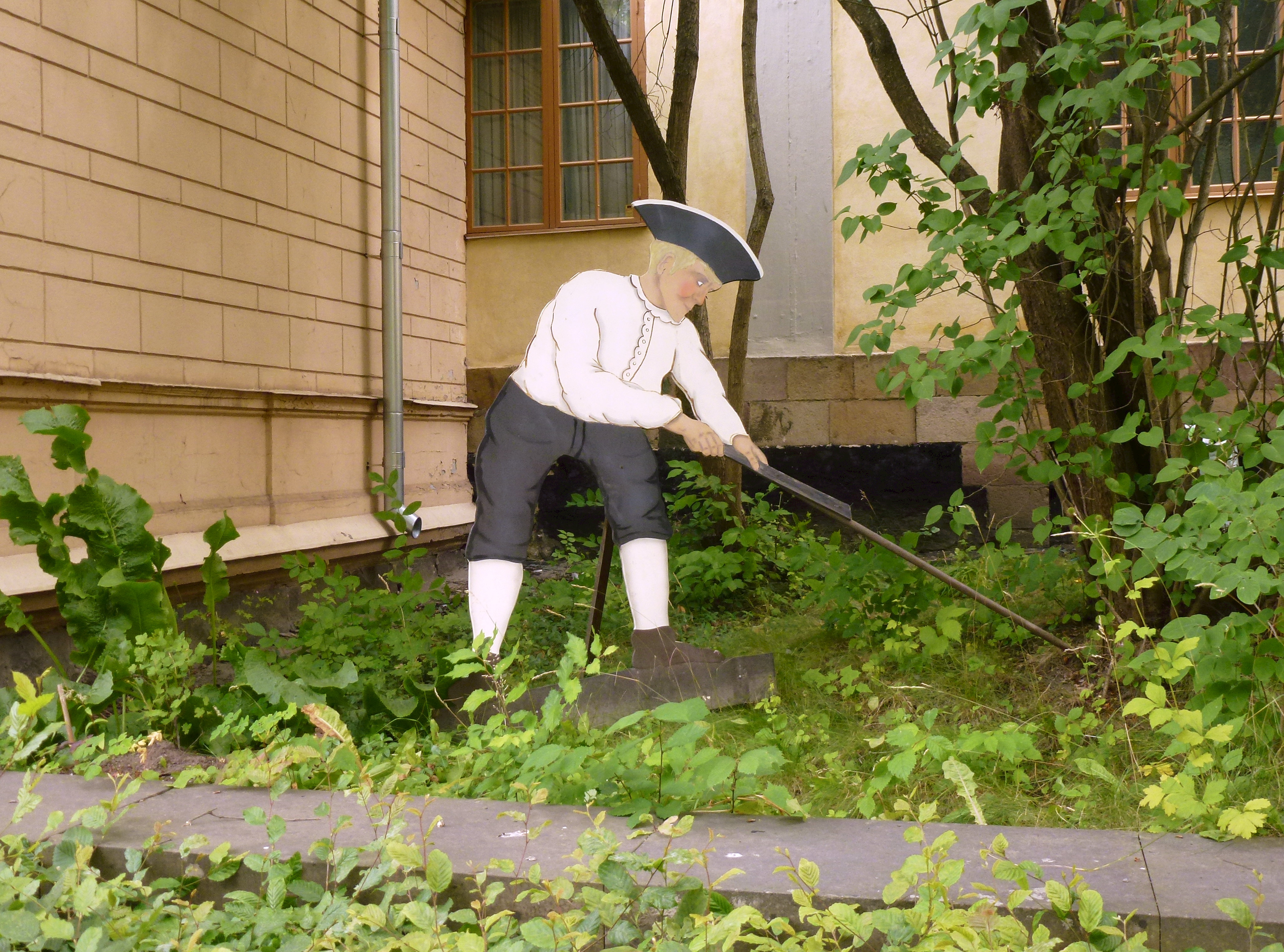
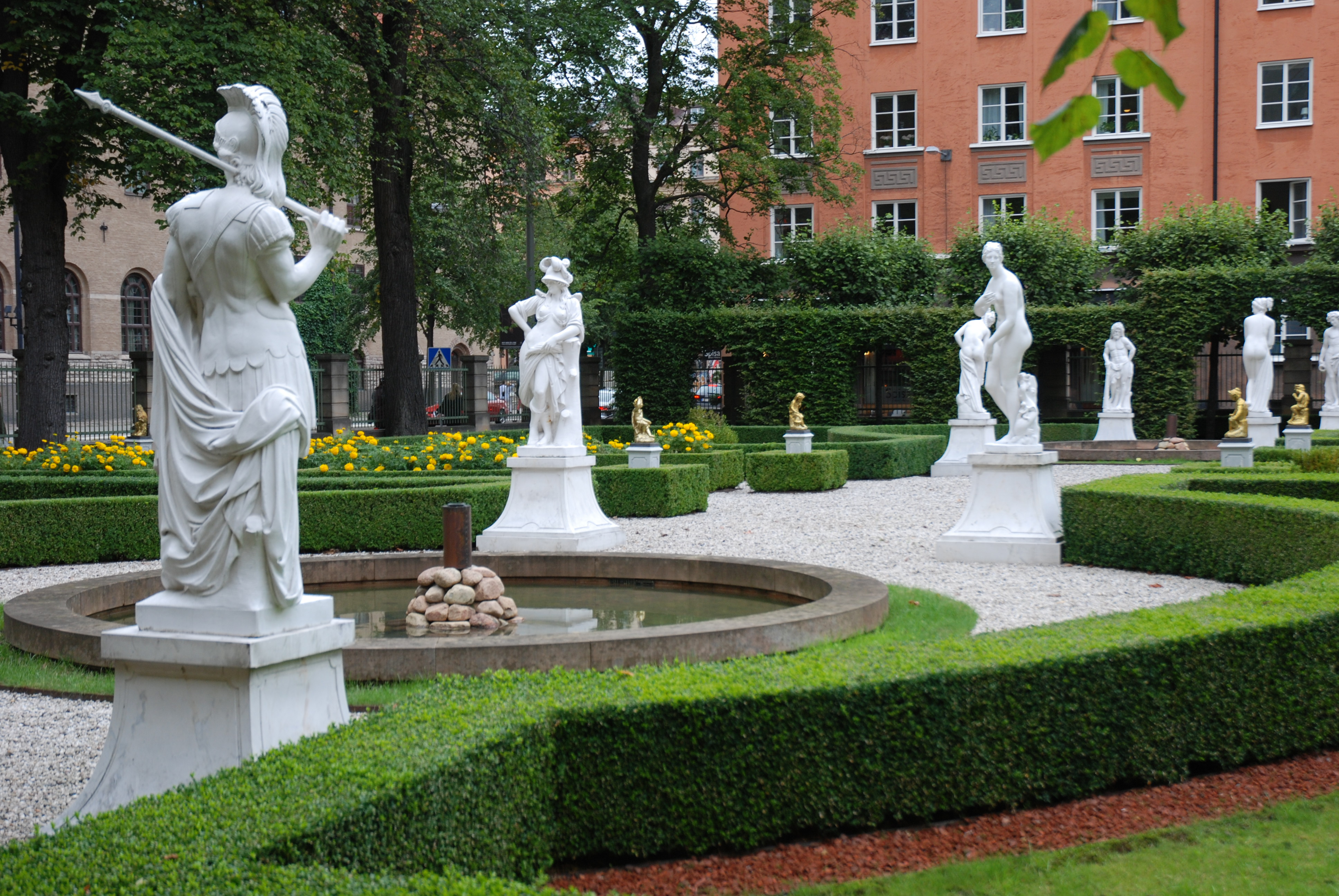